# Vrbno (Chorwacja)
Vrbno – wieś w Chorwacji, w żupanii varażdińskiej, w gminie Bednja. W 2011 roku liczyła 267 mieszkańców.